# Wspólnota administracyjna Rottenburg am Neckar
Wspólnota administracyjna Rottenburg am Neckar – wspólnota administracyjna (niem. Vereinbarte Verwaltungsgemeinschaft) w Niemczech, w kraju związkowym Badenia-Wirtembergia, w rejencji Tybinga, w regionie Neckar-Alb, w powiecie Tybinga. Siedziba wspólnoty znajduje się w mieście Rottenburg am Neckar.
Wspólnota administracyjna zrzesza jedno miasto i trzy gminy wiejskie:
- Hirrlingen, 2 942 mieszkańców, 12,81 km²
- Neustetten, 3 478 mieszkańców, 15,88 km²
- Rottenburg am Neckar, miasto, 42 501 mieszkańców, 142,27 km²
- Starzach, 4 439 mieszkańców, 27,82 km²